# Graeme Smith (football, 1982)
Pour les articles homonymes, voir Graeme Smith.
Graeme Smith est un footballeur écossais né le 3 octobre 1982 à Bellshill. Il évolue au poste de gardien de but, en tant que deuxième gardien.

## Palmarès
Néant

### Distinctions personnelles
- Membre de l'équipe-type de la Scottish League One en 2016